# Невероятные путешествия с Жюлем Верном: Жангада
«Невероятные путешествия с Жюлем Верном: Жангада» (англ. 800 Leagues Down the Amazon) мультипликационный рисованный фильм по мотивам романа Жюля Верна «Жангада. Восемьсот лье по Амазонке» написанному в 1881 году.

## Сюжет
Мультфильм начинается с эпизода побега из тюрьмы Гарраля.
Доктор Мануэль Вальдес и Минья решили пожениться, но так как мать Мануэля больна и не может присутствовать на свадьбе, свадьбу решили перенести в Бразилию, где находится больная матушка. Но отец Миньи сеньор Гарраль, почему-то не хочет плыть в Бразилию. Появление раненного индейцами человека, которому доктор Вальдес оказывал первую медицинскую помощь в присутствии отца невесты, загадочно переменило решение сеньора Гарраля и он решается отправиться в Бразилию на свадьбу дочери.
Искатель приключений Роха узнаёт тайну сеньора Гарраля, и шантажирует отца невесты. Но Роху интересуют не только богатство и деньги, он хочет получить в жёны Минью, дочь сеньора Гарраля и приданое.

## Съёмочная группа
- режиссёр: Жан-Пьерр Жаке Jean-Pierre Jacquet
- сценарий: Жюль Верн